# Saint-Ciers-sur-Bonnieure
Saint-Ciers-sur-Bonnieure è un comune francese di 300 abitanti situato nel dipartimento della Charente, nella regione della Nuova Aquitania.

## Società

### Evoluzione demografica
Abitanti censiti